# One Shot '90 Volume 3
Le migliori canzoni degli anni '90 in questo album della collana One Shot dalla Universal Music.

## One Shot '90 Volume 3
| Traccia | Artista               | Titolo                                | Durata |
| ------- | --------------------- | ------------------------------------- | ------ |
| 1       | New Radicals          | You Get What You Give                 | 4.59   |
| 2       | Corona                | The Rhythm of the Night               | 4.22   |
| 3       | Coolio Feat L. V.     | Gangsta's Paradise                    | 3.46   |
| 4       | Bran Van 3000         | Drinking in L.A.                      | 3.56   |
| 5       | Tasmin Archer         | Sleeping Satellite                    | 4.39   |
| 6       | The Braids            | Bohemian Rhapsody                     | 3.56   |
| 7       | La Bouche             | Sweet Dreams                          | 3.28   |
| 8       | Babybird              | You're Gorgeous                       | 3.41   |
| 9       | Jennifer Paige        | Crush                                 | 3.19   |
| 10      | Bob Marley            | What Goes Around Comes Around (Remix) | 3.48   |
| 11      | Mo-Do                 | Eins, Zwei, Polizei                   | 3.12   |
| 12      | Skee-Lo               | I Wish                                | 4.08   |
| 13      | Jann Arden            | Insensitive                           | 4.15   |
| 14      | Marie Claire D'Ubaldo | The Rhythm Is Magic                   | 3.59   |
| 15      | Bob Geldof            | The Great Song of Indifference        | 4.38   |
| 16      | Whirlpool Productions | From: Disco To: Disco                 | 3.32   |
| 17      | Live                  | Selling The Drama                     | 3.25   |
| 18      | Billie Ray Martin     | Your Loving Arms                      | 4.12   |
| 19      | The Cardigans         | Lovefool                              | 3.14   |
| 20      | Finley Quaye          | Even After All                        | 3.54   |